# Prőhle Gergely
Prőhle Gergely (Budapest, 1965. június 26. –) magyar diplomata, államtitkár, múzeumigazgató.

## Tanulmányai
Egyetemi tanulmányait a Jénai Egyetemen, illetve az Eötvös Loránd Tudományegyetem végezte, magyar-német szakon bölcsészdiplomát szerzett. 1989–90-ben a Hamburgi Egyetem ösztöndíjasa. 1995-től 1998-ig a Posztgraduális Nemzetközi és Diplomáciai Tanulmányok Intézetének (BIGIS), majd 2006-tól 2009-ig az Andrássy Gyula Budapesti Német Nyelvű Egyetem PhD programjának hallgatója volt. Németül, angolul és franciául beszél.

## Közéleti tevékenysége
1992-től 1998-ig a Friedrich Naumann Alapítvány igazgatója. 1998-tól 2000-ig az első Orbán-kormány idején a Nemzeti Kulturális Örökség Minisztériuma közigazgatási államtitkára, majd 2000-től Magyarország Berlinbe, 2003–2005 között Bernbe akkreditált nagykövete.
2010-től a második Orbán-kormányban a külügyminisztérium EU kétoldalú kapcsolatokért, sajtóért és kulturális diplomáciáért felelős helyettes államtitkára. 2014-től a harmadik Orbán-kormányban az Emberi Erőforrások Minisztériumának nemzetközi és európai uniós ügyekért felelős helyettes államtitkára.
2006-tól a Magyarországi Evangélikus Egyház országos felügyelője, 2017. január 1-étől a Petőfi Irodalmi Múzeum főigazgatója volt 22 hónapon át, 2018. november 1-ei menesztéséig.

## Magánélete
Édesapja Prőhle Henrik (1936–2022) fuvolaművész, egyetemi tanár volt. Nős, négy gyermek édesapja.

## Díjai
- A Magyar Érdemrend középkeresztje (2021)[7]